# M4 High Speed Tractor
M4 High Speed Tractor – amerykański ciągnik artyleryjski używany przez siły zbrojne Stanów Zjednoczonych od okresu II wojny światowej do lat 60. XX wieku.
Pojazd opracowany został w 1942 roku przez przedsiębiorstwo Allis-Chalmers z wykorzystaniem podwozia czołgu lekkiego M2. Ciągnik przystosowany był do holowania m.in. armat polowych M1/M2 Long Tom (kal. 155 mm), haubic M115 (kal. 203 mm) oraz armat przeciwlotniczych M1 (kal. 90 mm). Dodatkowo pojazd mógł transportować amunicję artyleryjską oraz do dziesięciu pasażerów. Uzbrojenie ciągnika stanowił karabin maszynowy M2 kalibru 12,7 mm.